# Очный цвет полевой
О́чный цвет полево́й, или О́чный цвет пашенный (лат. Lysimachia arvensis) — травянистое растение, вид рода Вербейник (Lysimachia) семейства Первоцветные (Primulaceae). Переводом современного научного латинского названия является Вербейник полевой, однако вид чаще встречается под устаревшим синонимичным именованием по роду Очный цвет (Anagallis), куда включался ранее.

## Ботаническое описание
Однолетнее травянистое растение, стелющееся или карабкающееся. Все части растения, особенно корни, ядовиты, поскольку они содержат сапонины. Стебли 5–30 см длиной. Листья супротивные, сидячие, цельные. 

Цветение с мая по октябрь. Цветки располагаются одиночно в пазухах листьев. Цветки радиально-симметричные, достигают 10–15 мм в диаметре. Они открыты только с 7 до 14 часов.
Пыльники опушены и привлекают различных опылителей-насекомых (энтомофилия), особенно мух. Иногда, правда, случается спонтанное самоопыление.
Цветки растений из Центральной Европы обычно ярко-красные и редко бывают синими. Растения из Средиземноморья имеют чуть более крупные цветки, как правило, синего цвета.
Плоды — коробочки, они созревают с августа по октябрь. Плодоножки направлены к земле, поэтому высыпающиеся из коробочек коричневые семена распространяются ветром (анемохория).
|                                                                  |  |  |  |
| Слева направо: общий вид цветущего растения, цветок, бутон, плод |  |  |  |

## Распространение и экология
Очный цвет полевой — растение-космополит, его можно найти по всему миру. Он произрастает на лугах, в садах, виноградниках, свалках и пустырях. Родина этого вида — Средиземноморье, но в Европе, однако, он является археофитом.

## Особенности химического состава
Как отмечалось выше, все части растения, особенно корни, ядовиты. Растение содержит два гликозида, таннины, протеолитические ферменты и едкие эфирные масла. Ядовито же оно потому, что содержит много сапонинов.
Симптомы отравления: обильный диурез (мочевыделение), дрожь, кашицеобразный и водянистый стул, нарушения в нервной системе, спинном и головном мозге, воспаление пищеварительного тракта.
У собак и лошадей вызывает гастроэнтериты, также очный цвет полевой ядовит для домашней птицы и кроликов. Эфирные масла вызывают головную боль и тошноту.
Листья могут вызывать кожную аллергическую реакцию — дерматит. 

## Хозяйственное значение и применение
Очный цвет полевой не используется в доказательной медицине, однако он входит в состав многих гомеопатических лекарств от различных сыпей и нервных расстройств. Раньше он также применялся против язв и психических болезней. В Древней Греции с его помощь лечили меланхолию.
Раньше фермеры использовали очный цвет полевой для предсказания погоды, поскольку его цветки закрываются, когда грядёт ухудшение погоды. 

## В культуре
В 1905 году баронесса Эмма Орци написала классический приключенческий роман «Алый Первоцвет» (англ. Scarlet Pimpernel, точный перевод на русский — «Очный цвет полевой»). В 1934 году по роману снят одноимённый фильм. В 1982 году вышла еще одна версия одноименного фильма с Джейн Сеймур и Энтони Эндрюсом в главных ролях.

## Таксономия
- Lysimachia arvensis (L.) U.Manns & Anderb., 2009, Willdenowia 39: 51

Вид Очный цвет полевой относится к роду Вербейник (Lysimachia) семейства Первоцветные (Primulaceae) порядка Верескоцветные (Ericales) последовательно входящего в клады Астериды → Суперастериды → Эвдикоты → Цветковые растения. Таксономическая схема в соответствии с Системой APG IV по состоянию на декабрь 2023 года:
|  |                          |  |                                   |                                   |                        |  | еще 21 семейство | еще 21 семейство |                        |  |  |  | еще 255 подтвержденных видов и 66 видов в статусе "неподтвержденных" |
|  |                          |  |                                   |                                   |                        |  | еще 21 семейство | еще 21 семейство |                        |  |  |  | еще 255 подтвержденных видов и 66 видов в статусе "неподтвержденных" |
|  |                          |  |                                   | порядок Верескоцветные            |                        |  |                  |                  | род Вербейник          |  |  |  |                                                                      |
|  |                          |  |                                   | порядок Верескоцветные            |                        |  |                  |                  | род Вербейник          |  |  |  |                                                                      |
|  | клада Цветковые растения |  |                                   |                                   | семейство Первоцветные |  |                  |                  | вид Очный цвет полевой |  |  |  |                                                                      |
|  | клада Цветковые растения |  |                                   |                                   | семейство Первоцветные |  |                  |                  |                        |  |  |  |                                                                      |
|  |                          |  | ещё 63 порядка цветковых растений | ещё 63 порядка цветковых растений |                        |  |                  | еще 57 родов     | еще 57 родов           |  |  |  |                                                                      |
|  |                          |  |                                   | ещё 63 порядка цветковых растений |                        |  |                  |                  | еще 57 родов           |  |  |  |                                                                      |

### Синонимы
- Anagallis arabica Duby
- Anagallis arvensis L.
- Anagallis arvensis f. arvensis
- Anagallis arvensis f. azurea Hyl.
- Anagallis arvensis f. caerulea Lüdi in Hegi
- Anagallis arvensis f. carnea (Schrank) Schinz & R.Keller
- Anagallis arvensis f. coerulea Arechav.
- Anagallis arvensis f. decipiens (Uechtr.) Schinz & R.Keller
- Anagallis arvensis f. lilacina (Alef.) Schinz & R.Keller
- Anagallis arvensis f. pallida (Hook.f.) Hyl.
- Anagallis arvensis f. purpurea (Douie) P.D.Sell
- Anagallis arvensis subsp. caerulea Hartm.
- Anagallis arvensis subsp. foemina (Mill.) Schinz & Thell. ex Schinz & R.Keller
- Anagallis arvensis subsp. latifolia (L.) Arcang.
- Anagallis arvensis subsp. micrantha (Gren. & Godr.) P.Fourn.
- Anagallis arvensis subsp. parviflora (Hoffmanns. & Link) Arcang.
- Anagallis arvensis subsp. phoenicea (Scop.) Vollm.
- Anagallis arvensis subsp. phoenicea (Scop.) Vollm.
- Anagallis arvensis var. caerulea Gouan
- Anagallis arvensis var. gentianea Beck
- Anagallis arvensis var. latifolia (L.) Lange
- Anagallis arvensis var. lilacina Alef.
- Anagallis arvensis var. micrantha Gren. & Godr.
- Anagallis arvensis var. pallida (Hook.f.) Hook.f.
- Anagallis arvensis var. parviflora (Hoffmanns. & Link) Ces., Pass. & Gibelli
- Anagallis arvensis var. phoenicea Gouan
- Anagallis arvensis var. phoenicea (Scop.) Baumg.
- Anagallis arvensis var. platyphylloides Pau
- Anagallis arvensis var. purpurea Douie
- Anagallis caerulea Schreb.
- Anagallis caerulea var. parviflora (Hoffmanns. & Link) Salis
- Anagallis carnea Schrank
- Anagallis coerulea Schreb.
- Anagallis hadidii Chrtek & Osb.-Kos.
- Anagallis indica Sweet
- Anagallis jacquemontii Duby
- Anagallis latifolia L.
- Anagallis mas Vill.
- Anagallis micrantha Rouy
- Anagallis orientalis hort. ex Fisch., C.A.Mey. & Avé-Lall.
- Anagallis parviflora Hoffmanns. & Link
- Anagallis parviflora Loisel.
- Anagallis parviflora var. micrantha (Gr. & Godr.) Martinoli ex Atzei & V.Picci
- Anagallis parviflora var. simplex Duby
- Anagallis phoenicea Scop.
- Anagallis platyphylla Baudo
- Anagallis pulchella Salisb.
- Anagallis punctifolia Stokes
- Anagallis repens DC.
- Anagallis verticillata All.
- Lysimachia arvensis f. latifolia (L.) B.Bock
- Lysimachia arvensis subsp. latifolia (L.) Peruzzi
- Lysimachia arvensis subsp. parviflora (Hoffmanns. & Link) Peruzzi
- Lysimachia arvensis var. caerulea (L.) Turland & Bergmeier
- Lysimachia talaverae L.Sáez & Aymerich